# Merobruchus santiagoi
Merobruchus santiagoi is een keversoort uit de familie bladkevers (Chrysomelidae). De wetenschappelijke naam van de soort werd in 2007 gepubliceerd door Ribeiro-Costa.